# مغامرات المفتش زكي (رسوم متحركة)
مغامرات زكي، هو مسلسل رسوم متحركة، قامت بإنتاجه شركة ماجيك سيليكشن الكويت - مصر.

## قصة المسلسل
العمل عبارة عن حلقات متصلة منفصلة الموضوع تتناول الجانب الكوميدي لعمل رجال الشرطة من خلال مفتش مباحث فوضوي ذو أسلوب غريب في الحياة بدءً من طريقة الممارسة اليومية لحياته، ومروراً بمظهره المبعثر وصولاً إلى طريقته الغريبة في متابعة عمله وكشف لغز القضايا التي يتولى التحقيق فيها بطريقة ونهاية غير متوقعة ومفاجئة.
شخصية المفتش زكي هي الشخصية الرئيسية في العمل حيث تدور جميع الأحداث حول على هذه الشخصية، وشخصية شاكر اللص هي ثاني شخصية رئيسية في العمل بالإضافة إلى شخصيات رئيسية أخرى مثل المدير والمحافظ والخادمة قضية بالإضافة إلى مجموعة من الشخصيات الثانوية التي تمر في الحلقات حسب فكرة كل حلقة. مدة الحلقة 15 دقيقة - المسلسل انتج عام 2007.